# Hochseemarine
Der Begriff Hochseemarine beschreibt die strategische Ausrichtung und die Kriegsfähigkeit einer Seestreitkraft, über die Küstengewässer ihres Landes hinaus auf hoher See und in tiefen Gewässern zu operieren. Der britische Politikwissenschaftler David Scott veranschlagt die ständige Operationsreichweite einer solchen Streitkraft als mindestens 200 Meilen (ungefähr 320 km) in Entfernung zur Küste.
Im Englischen, in dem eine Unterscheidung der Marinetypen als Erstes vorgenommen wurde, wird diese Ausrichtung als blue-water navy, im Vereinigten Königreich auch als expeditionary navy (deutsch: „Expeditionsmarine“) bezeichnet.

## Begriffsdifferenzierung und Fähigkeiten einer Hochseemarine
Traditionell unterschied die angelsächsische Militärwissenschaft zwischen einer blue-water navy und einer brown-water navy, die sich auf Einsätze in der Küstenregion beschränkt. Die United States Navy entwickelte die zusätzliche Kategorie der green-water navy. Durch diese Neueinteilung ersetzte die green-water navy in der Doktrinendiskussion die brown-water navy, während die US Navy die Begrifflichkeit brown-water navy auf eine Einsatzfähigkeit in Binnengewässern wie Flüssen und Seen reduzierte.
In der modernen Kriegsführung setzt der Begriff der Hochseemarine allerdings nicht nur einzelne Hochseekapazitäten mit bestimmten Einheiten, sondern eine in sich geschlossene, anhaltende Fähigkeit zur Gefahrenabwehr von unterhalb, auf und über der Wasseroberfläche voraus. Dies schließt die Möglichkeit regelmäßiger, weitläufiger Patrouillenfahrten im Verband sowie die entsprechende Logistik, Ausbildung und Bewaffnung voraus.
Dem Seerechtler Alexander S. Skaridow zufolge wird die Konversion von Seestreitkräften zu Hochseemarinen zunehmen, was eine gesteigerte Nutzung fremder Ausschließlicher Wirtschaftszonen absehbar macht.
Am deutlichsten wird Entwicklung von einer Küstenmarine zu einer Hochseemarine derzeit in der Marine der Volksrepublik China vollzogen, die diesen strategischen Aufbau in zwei Schritten begeht. Bereits in den 1950er Jahren sah die chinesische Militärdoktrin einen stufenweisen Ausbau der maritimen Kapazitäten vor. Dabei profitierte die Volksrepublik China von einer allgemeinen Vernachlässigung der Seekriegsführung angesichts der direkten Bedrohung durch die Sowjetarmee zu Lande.
Hochseemarinen dienen vor allem einem gegenüber anderen Marinetypen erweiterten Aufgabenstellung, was sie jedoch nicht zwangsläufig einer Marine überlegen macht, die nur im Küsten- oder Binnengewässer operiert. Eine Hochseemarine ist beispielsweise auf besonders aufgabendeckende Verbände und eine funktionierende Logistik (u. U. mit Stützpunkten im Ausland) angewiesen und durch kleine, schnelle, wendige und leise operierende Einheiten aller Art wie Boden-Boden-Raketen, Schnellboote und Diesel-U-Boote besonders verwundbar. Ein Beispiel hierfür ist der Anschlag auf die Cole im Jahre 2000.
Die Frage, ob Europa eigene Hochseekapazitäten betreiben sollte, beschäftigte die NATO nach den Auseinandersetzungen um den Doppelbeschluss in den 1980ern. Robert Komer, unter Präsident Carter Staatssekretär im Verteidigungsministerium der Vereinigten Staaten, kritisierte in einem Essay für den Spiegel im Jahre 1984 die Verwundbarkeit der amerikanischen Hochseeflotte und bezweifelte die Wirksamkeit zusätzlicher europäischer Kapazitäten angesichts der Schwäche der Bodentruppen in Europa: „Es ist sogar sehr fraglich, ob eine Hochseemarine überhaupt einen wesentlichen Beitrag zur Strategie der Nato zu leisten vermag, solange die Nato-Bodentruppen so schwach sind. Natürlich wäre der Schutz der atlantischen Seeverbindungen durch überlegene Marinekräfte zur Stärkung der Nato wesentlich – falls ein Konflikt zwischen Nato und Warschauer Pakt länger als etwa einen Monat dauert.“